# Montornès del Vallès
Montornès del Vallès ist eine katalanische Stadt in der Provinz Barcelona im Nordosten Spaniens. Sie liegt in der Comarca Vallès Oriental.